# جاکابارینگ اسپورت سیتی
جاکابارینگ اسپورت سیتی (sic) که با نام مجموعه ورزشی جاکابارینگ نیز شناخته می‌شود (اندونزیایی: Kompleks Olahraga Jakabaring) یک مجموعه تأسیسات ورزشی یکپارچه در پالمبانگ، سوماترای جنوبی، اندونزی است. این مجموعه در ۵ کیلومتری جنوب شرقی مرکز شهر پالمبانگ، در سراسر رودخانه موسی توسط پل آمپرا در جاکابارینگ، منطقه Seberang Ulu I واقع شده‌است.
این مکان اصلی بازی‌های آسیای جنوب شرقی ۲۰۱۱، بازی‌های های همبستگی کشورهای اسلامی ۲۰۱۳، بازی‌های دانشگاهی آسه آن در سال ۲۰۱۴، مسابقات قهرمانی سه‌گانه آسیا ۲۰۱۷ و بازی‌های آسیایی ۲۰۱۸ بود. استادیوم گلورا سریویجایا یکی از بزرگترین استادیوم‌های اندونزی در داخل این مجموعه قرار دارد.

## امکانات
این مجموعه ورزشی برای میزبانی هفته ملی ورزش در سال ۲۰۰۴ساخته شد، یک رویداد ملی چند ورزشی اندونزی که در آن ورزشکارانی از ۳۴ استان اندونزی شرکت کردند. در آن زمان، این مجموعه شامل استادیوم اصلی و دو سالن ورزشی سرپوشیده به نام‌های دمپو (GOR) و گلورا اولاهاراگا و گلورا اولاهاراگا رانائو بود. ورزشگاه استادیوم گلورا سریویجایا همچنین میزبان جام ملت‌های آسیا ۲۰۰۷ بود. این مجموعه به‌طور گسترده برای میزبانی بازی‌های آسیای جنوب شرقی ۲۰۱۱ و بازی‌های آسیایی ۲۰۱۸ گسترش یافت. این مجموعه در حال حاضر شامل:
۱. استادیوم گلورا سریویجایا
۲. سالن ورزشی دمپو
۳. سالن ورزشی رانائو
۴. استادیوم ورزشی جاکابارینگ و زمین گرم کردن
۵. استادیوم آبی جاکابارینگ
۶. ورزشگاه اسکواش جاکابارینگ
۷. زمین بیس بال جاکابارینگ و زمین سافت بال جاکابارینگ
۸. میدان تیراندازی با کمان جاکابارینگ
۹. میدان تیر جاکابارینگ
۱۰. دهکده ورزشکاران و سالن غذاخوری جاکابارینگ
۱۱. کورس رگاتا (دریاچه جاکابارینگ؛ برای ورزش‌های آبی در فضای باز)
۱۲. زمین تنیس بوکیت آسام
۱۳. مرکز بولینگ جاکابارینگ
۱۴. ورزشگاه والیبال ساحلی جاکابارینگ
۱۵. ورزشگاه رولر جاکابارینگ
۱۶. ورزشگاه جکابارینگ سنگنوردی
17. Jakabaring Petanque Arena
۱۸. مرکز علوم ورزشی

## سایر امکانات
به غیر از امکانات ورزشی، امکاناتی نیز برای تطبیق مجموعه ورزشی ساخته شده‌است که عبارتند از:
۱. پلی تکنیک گردشگری سریویجایا
۲. عبادتگاه شش دین
۳. باغ شهر ورزشی جاکابارینگ
4. PT. دفتر اصلی JSC
۵. پلی تکنیک ورزشی اندونزی
۶. لیپوپلازا جاکابارینگ

## دسترسی داشته باشید
این مجموعه از طریق ترانزیت ریلی سبک پالمبانگ از طریق ایستگاه جاکابارینگ به فرودگاه بین‌المللی سلطان محمود بدارالدین دوم متصل می‌شود و همچنین توسط خطوط ترانس موسی خدمات رسانی می‌شود.